# ニュー・オリジナル・コレクション
『ニュー・オリジナル・コレクション』は、日本人作曲家の吹奏楽曲をまとめたCDである。略称はNOC（ノック）。
このアルバムは近年コンクールなどで注目を集めてきた日本人作曲家の吹奏楽曲が収録されている。CDの解説には、作曲者自身が曲の解説や演奏のポイントなどを書いている。
収録の際の演奏は陸上自衛隊中央音楽隊（1〜3）と陸上自衛隊中部方面音楽隊（4）、航空自衛隊西部航空音楽隊（5）、海上自衛隊東京音楽隊（6）、指揮は菅原茂、武田晃、樋口孝博、井田康男、村田茂、水科克夫、芳賀大輔、河邊一彦。CDと楽譜はブレーンから出されている。タイトル曲は最後のトラックに収録されている（エスティロ・デ・エスパーニャ・ポル・ケ?だけは最初に収録）。

## 収録曲

### 写楽
- ゴールド・ラッシュ!／高橋伸哉
- 河は大地を緑に変えた／飯島俊成
- 吹奏楽のための叙事詩「ジャンヌ・ダルク」／坂井貴祐
第1部:ドンレミ村の情景-戦い
第2部:裏切り、火刑、賛歌
- 三角の山／酒井格
- インプルーヴィング・ダンス 〜4エピソード〜／清水大輔
Ⅰ ミックスド・ミーター・タイム
Ⅱ アフター・ビート（金管と打楽器のために）
Ⅲ シンプル・ギフト（木管のために）
Ⅳ フィナーレ
- おじいさんの古時計 変奏曲／戸田顕
- 写楽／高橋伸哉

### 祈り
- 「ナスカ」-地上に描かれた遥かなる銀河／八木澤教司
- 抑圧から解放へ／天野正道
- マーチ「ウインド・フォー・ウインド」／高橋伸哉
- 序曲「サーリセルカの森」／高橋宏樹
- 百年祭／福島弘和
- 三つのクレヨン画／松尾善雄
- Flying High（フライング・ハイ）／石毛里佳
- ライト・フライヤー／高橋伸哉
- 祈り〜その時、彼女は何を想ったのか-ドゥブロフカ劇場（モスクワ）2002.10.26／飯島俊成

### 吹奏楽のためのゴシック
- ダンス・セレブレーション／建部知弘
- 波の通り道／酒井格
- 日本の旋律による三つの情景／櫛田胅之扶
- Alas de hierro 〜虚空に散った若き戦士たちへの鎮魂歌（レクイエム）〜／天野正道
- 海峡の歌／高橋伸哉
- 瞬間（とき）は煌めいて／真島俊夫
- 吹奏楽のための「ゴシック」／木下牧子

### 大いなる約束の大地 〜チンギス・ハーン
- この河は生命を堪える 〜四万十逍遙、源流から河口へ〜／飯島俊成
- エンペドクレスの愛／八木澤教司
- 楓葉の舞（コンクール・エディション）／長生淳
- All Things Must Pass 〜すべてが移り変わっていく〜／清水大輔
- 組踊る天海の狭間に 吹奏楽のための／中橋愛生
- 火焔 〜国宝「火焔土器」によせて〜／高橋伸哉
- 大いなる約束の大地 〜チンギス・ハーン／鈴木英史

### エスティロ・デ・エスパーニャ・ポル・ケ?
- エスティロ・デ・エスパーニャ・ポル・ケ?／天野正道
- 鳥になる〜雁坂峠鳥瞰、笛吹川は駆け下る〜／飯島俊成
- シング・ウィズ・シンセリティー／長生淳
- 行進曲「イースト・ウィンド」／星出尚志
- 星を釣る海 –吹奏楽のための／中橋愛生
- 吹奏楽のための「平和への夜明け」／戸田顕
- アレックス教授の冒険物語／清水大輔
- 水脈〜エヴァーグレーズを讃えて／後藤洋

### 水文 吹奏楽のための
- 肖像の影～コルンゴルドの断片的旋律による交響的変容～／清水大輔
- 烈火の魂／江原大介
- ネビュラ／鋒山 亘
- スウィング・ロウ・スウィート・チャリオットによる狂詩曲／堀内俊男
- 海の見える丘／飯島俊成
- アヴェニュー・ディヴェルティメント／福田洋介
  1. マーチ・パーク
  2. カフェ「ワルツ」
  3. 5番目の森
  4. 摩天楼ブルース
  5. カンカン・タウン
- 水文 吹奏楽のための／中橋愛生